# 明智光忠
明智 次右衛門（あけち じえもん）は、戦国時代から安土桃山時代にかけての武将。明智光秀の家臣。丹波国八上城主。剃髪して長閒斎（ちょうけんさい）と号した。通称は次右衛門または二郎、二郎四郎。明智五宿老の一人。後世の軍記物では光忠という名前で呼ばれるが、一次史料では一切確認できない。

## 生涯
後世の資料では、明智光秀の叔父にあたる明智光久の子で、光秀の従兄弟とされるが、一次史料では確認できない。光秀の重臣の1人のようであるが、事績が登場するのは主に『明智軍記』で、確かな史料は乏しい。父とされる光久は伯父・光安と共に弘治2年（1556年）の明智城陥落時に死亡したとされる。
天正5年（1577年）に丹波過部城と篠山城を落とした後、光秀は亀山城に光忠を留守居として入れた。天正7年（1579年）、兵糧攻めにしていた八上城が落ちると、この城に城代として光忠を入城させた。
天正10年（1582年）6月1日、光秀は明智左馬助・次右衛門・藤田伝五・斎藤内蔵助と謀って、光秀の主君の織田信長を襲撃する本能寺の変を起こした。次右衛門光忠は、『 惟任退治記』によれば、本能寺への攻め手の一方を務めた。『野史』によれば、信長の子の信忠らが籠城する二条御新造を攻撃したが、その際に鉄砲で撃たれ重傷を負う。知恩院で療養していたが、2週間後、山崎の戦いで光秀が羽柴秀吉に敗れ討ち死にしたと聞いて、近江国坂本城に向かい、15日、明智光春（秀満）および明智一族と共に自害して果てた。享年43。